# Оротели
Оротѐли (на италиански: Orotelli; на сардински: Oroteddi, Оротеди) е малко градче и община в Южна Италия, провинция Нуоро, автономен регион и остров Сардиния. Разположено е на 526 m надморска височина. Населението на общината е 2121 души (към 2013 г.).